# Sainte-Marthe (Québec)
Pour les articles homonymes, voir Sainte-Marthe, Rigaud et Vaudreuil.
Ne doit pas être confondu avec Sainte-Marthe-sur-le-Lac.
Sainte-Marthe, parfois appelée Sainte-Marthe de Rigaud ou Sainte-Marthe-de-Vaudreuil, est une municipalité dans la municipalité régionale de comté (MRC) de Vaudreuil-Soulanges au Québec (Canada). Elle est située dans la région du Suroît dans la région administrative de la Montérégie. La communauté compte environ 1 100 habitants (2017).

## Histoire
La seigneurie de Rigaud, qui comprend le territoire actuel de Sainte-Marthe, est concédée en 1732 aux frères François-Pierre de Rigaud de Vaudreuil et Pierre de Rigaud de Vaudreuil de Cavagnial, plus tard gouverneur général de Nouvelle-France. En 1835, un groupe d'Irlandais s'établit dans le sud de la seigneurie. En 1845, quatre des quatorze concessions de la seigneurie de Rigaud, soit les concessions Saint-Henri, Saint-Guillaume, Sainte-Marie et Sainte-Julie, se détachent pour former la nouvelle paroisse de Sainte-Marthe. Le choix du nom de la paroisse catholique et de la municipalité s'explique du fait que Marthe de Béthanie est la sœur de Lazare, le ressuscité, patronyme de la paroisse voisine de Saint-Lazare, et que la paroisse de Sainte Marthe s'est formée par détachement de la paroisse de Sainte Madeleine de Rigaud, Marthe étant l'un des principaux témoins de la Résurrection de Jésus avec Marie-Madeleine d'après l'apôtre Jean. La municipalité est également appelée Sainte-Marthe-de-Rigaud dans le langage courant, sans doute pour la distinguer de Sainte-Marthe-sur-le-Lac, municipalité située relativement près, de l'autre côté du lac des Deux Montagnes. Le bureau de poste de Sainte-Marthe ouvre en 1851. La municipalité de paroisse est créée en 1855, bien que sa proclamation ait lieu seulement en 1857. Le premier maire est James Madden. Au début des années 1900, un hameau se développe autour du carrefour de la montée Sainte-Marie et du rang du même nom, comptant entre autres le magasin général Cool et l'Hôtel Bertrand. Fortunat Montpetit construit en 1905 l'aqueduc du village alimenté par un puits. L'approvisionnement en électricité débute en 1927. La municipalité de village se détache de la municipalité de paroisse en 1928. Le premier maire du village est Émery Quesnel. En 1950, l'ensemble du territoire est desservi par l'électricité. La municipalité actuelle est constituée en 1980 par la réunion des municipalités de paroisse et de village.
L'église de la municipalité, érigée de 1862 à 1866, fut construite selon un plan récollet par l'architecte de renom Victor Bourgeau. La bénédiction solennelle de l'église a lieu le 17 mai 1866, présidée par l'abbé Théophile Brassard, curé de Saint-Michel-de-Vaudreuil. Sa façade de style classique est toute en pierre de taille provenant des carrières de Montréal. Son clocher abrite trois cloches sorties de la fonderie Meneely and Kimberly de Troy.

## Géographie

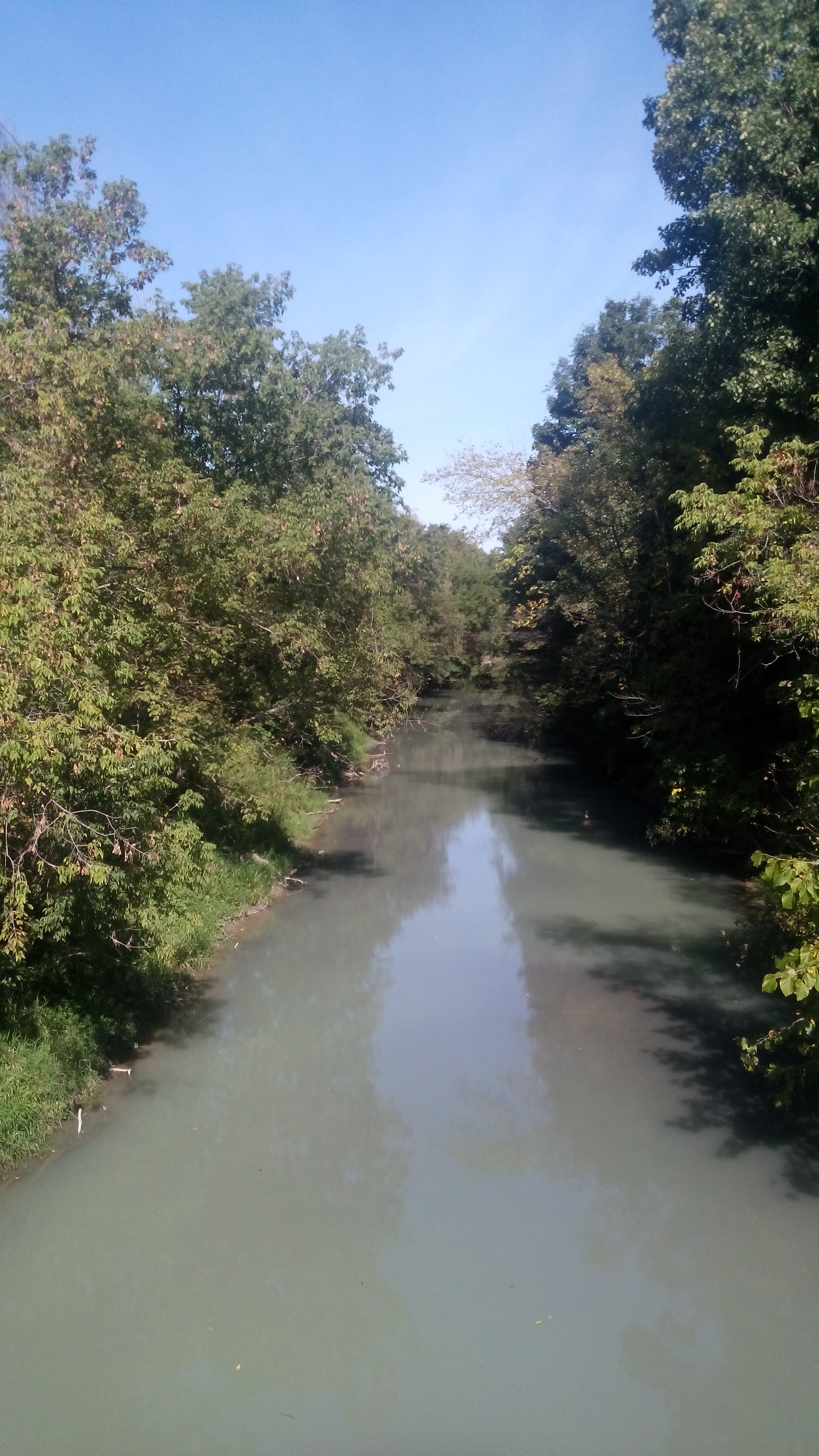
Rivière à la Raquette

Sainte-Marthe se situe au nord-ouest du Suroît. Son territoire est borné au nord par Rigaud, à l'est par Saint-Lazare, au sud par Saint-Clet et Sainte-Justine-de-Newton et à l'ouest par Très-Saint-Rédempteur.
La municipalité couvre une superficie totale de 79,92 km2 dont 79,78 km2 terrestres. Le relief est contrasté. La municipalité se trouve dans la basses-terres du Saint-Laurent. Dans sa plus grande partie au sud, son territoire est plat et exploité à des fins agricoles alors que la partie nord, située sur le flanc sud de la montagne de Rigaud, est boisée, notamment par des érablières. La butte de Sainte-Marthe est un autre relief sur le territoire alors que la Marmite est une colline au sud de la montagne de Rigaud. . L'altitude varie de 190 mètres au nord sur la montagne de Rigaud à la limite de Rigaud près de la montée Neuve, à moins de 50 mètres à l'est, en aval de la rivière à la Raquette près du Camping Choisy.
Les sols de Sainte-Marthe se composent, pour la partie de plaine au centre, de grès, conglomérat, calcaire et dolomie datant du Cambrien (grès de Potsdam, formations de Brador et de Forteau) alors que le flanc de la montagne de Rigaud se compose de granite du Protérozoïque. Les sols au sud de la municipalité près de Saint-Clet sont plutôt de dolomie et grès de l'Ordovicien inférieur (groupe de Beekmantown et formation de Romaine). La municipalité est drainée par la rivière à la Raquette et ses tributaires, dont les ruisseaux Saint-Guillaume et Bellefeuille.

## Démographie
Le recensement dénombre en 2016 1 097 Marthéens,. La population totale est relativement stable depuis 30 ans. Le français est la langue maternelle d'une majorité de la population. Toutefois, le nombre de personnes de langue maternelle française diminue de manière importante alors que le nombre d'anglophones fait des gains majeurs depuis 2001.
La population de Sainte-Marthe est relativement âgée. Le groupe d'âge le plus important est celui des 45-64 ans, soit la population active mature ou pré-retratiée suivie par les 25-44 ans, c'est-à-dire la population active en début ou à mi-carrière. L'âge moyen y est de 43,2 ans, soit davantage que la MRC de Vaudreuil-Soulanges (39,4 ans) et davantage que la région de Montréal (40,6 ans) ou le Québec (41,9 ans). De plus, la structure d'âge montre un fort vieillissement depuis 20 ans,.
| Groupe d'âge   | Sainte-Marthe | Sainte-Marthe | Sainte-Marthe | Sainte-Marthe | Sainte-Marthe       | Sainte-Marthe       | Sainte-Marthe       | Comparateurs 2016 (%) | Comparateurs 2016 (%) | Comparateurs 2016 (%) |
| Groupe d'âge   | 1996          | 1996          | 2016          | 2016          | Variation 1996-2016 | Variation 1996-2016 | Variation 1996-2016 | Vaudreuil- Soulanges  | RMR de Montréal       | Québec                |
| Groupe d'âge   | Nb            | %             | Nb            | %             | Nb                  | %                   | Points              | Vaudreuil- Soulanges  | RMR de Montréal       | Québec                |
| -------------- | ------------- | ------------- | ------------- | ------------- | ------------------- | ------------------- | ------------------- | --------------------- | --------------------- | --------------------- |
| 0-14 ans       | 250           | 23 %          | 140           | 13 %          | 110                 | 44 %                | 11 %                | 19.6 %                | 16,9 %                | 16,3 %                |
| 15-24 ans      | 95            | 9 %           | 145           | 13 %          | 50                  | 55 %                | 4 %                 | 11,5 %                | 12,1 %                | 11,4 %                |
| 25-44 ans      | 330           | 31 %          | 245           | 22 %          | 85                  | 26 %                | 9 %                 | 25,2 %                | 27,4 %                | 25,3 %                |
| 45-64 ans      | 280           | 26 %          | 385           | 35 %          | 105                 | 38 %                | 9 %                 | 29,5 %                | 27,3 %                | 28,6 %                |
| 65-84 ans      | 105           | 10 %          | 175           | 16 %          | 550                 | 67 %                | 6 %                 | 12,8 %                | 14,2 %                | 16,0 %                |
| 85 ans et plus | 15            | 1 %           | 15            | 1 %           | -                   | ...                 | -                   | 1,3 %                 | 2,2 %                 | 2,3 %                 |
| Total          | 1 090         | 100 %         | 1 095         | 100 %         | 5                   | ...                 | ...                 | 100 %                 | 100 %                 | 100 %                 |
| Âge médian     | .             |               | 46,7          |               | ...                 | ...                 | ...                 | 40,7                  | 40,6                  | 41,9                  |

| Type de ménage             | Ménages   | Ménages   |
| Type de ménage             | Nombre    | %         |
| -------------------------- | --------- | --------- |
| Personnes seules           | 90        | 20 %      |
| Groupes en cooccupation    | 10        | 2 %       |
| Couples sans enfants       | 160       | 36 %      |
| Familles biparentales      | 140       | 34 %      |
| Familles monoparentales    | 40        | 9 %       |
| Total                      | 435       | 100 %     |
| Appartenance à un ménage   | Personnes | Personnes |
| Appartenance à un ménage   | Nombre    | %         |
| Personnes/ménage           | 2,5       | ...       |
| Personnes dans les ménages | 1 080     | 100 %     |
| Personnes hors ménage      | -         | -         |
| Population totale          | 1 080     | 100 %     |

| 1986  | 1991  | 1996  | 2001  | 2006  | 2011  | 2016  | 2021  |
| ----- | ----- | ----- | ----- | ----- | ----- | ----- | ----- |
| 1 055 | 1 056 | 1 090 | 1 094 | 1 080 | 1 075 | 1 097 | 1 014 |

## Administration

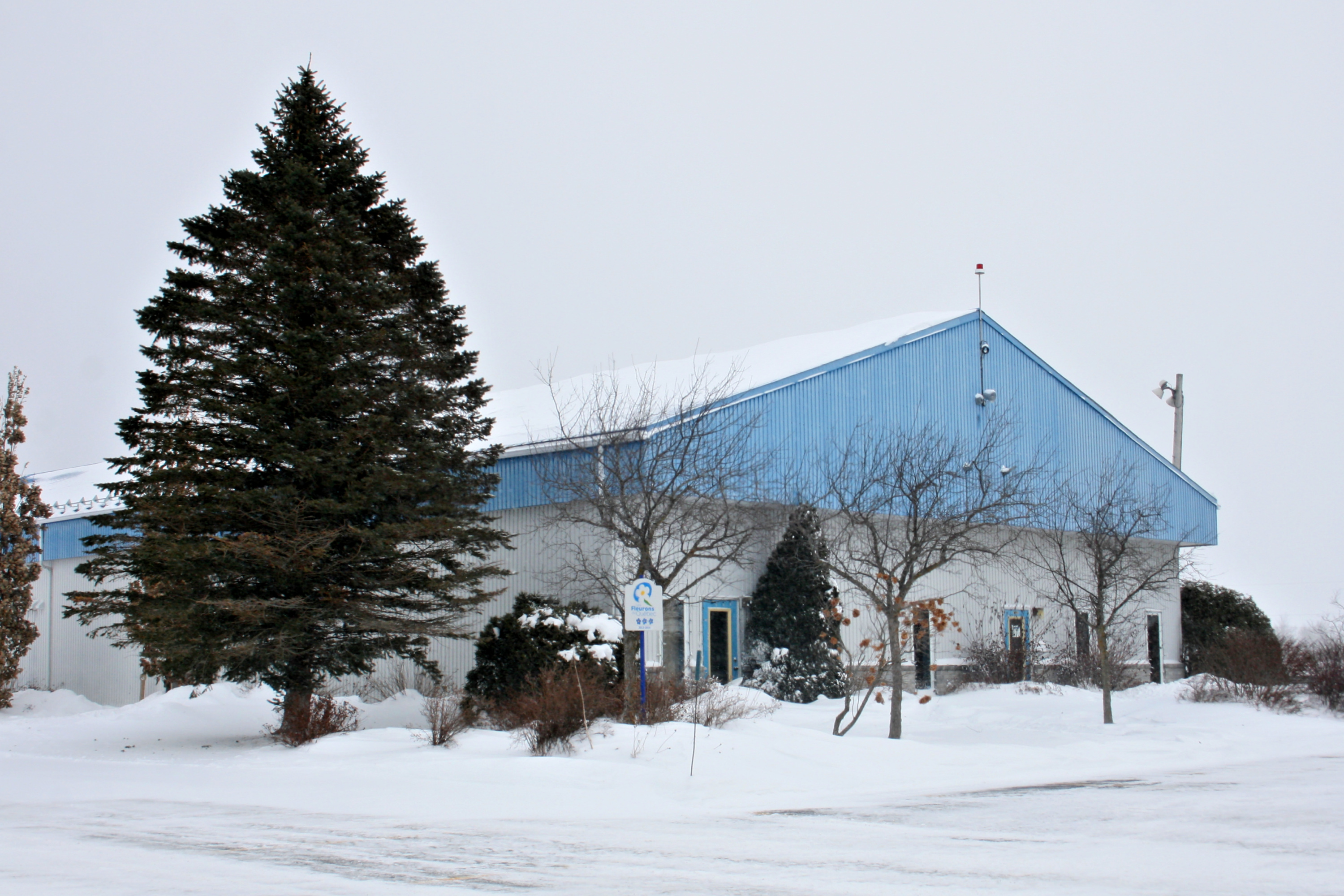
Mairie

Le conseil municipal de Sainte-Marthe compte un maire et six conseillers élus tous les quatre ans. Le mode d'élection est en bloc sans division territoriale. La mairesse Aline Guillotte est réélue à l'élection de 2013 avec 73,4 % des voix contre Huguette Dupras, ancienne conseillère. Le taux de participation est de 66,0 %.
| Sainte-Marthe Maires depuis 2002                                                                                      |                     |         |          |
| Élection | Maire               | Qualité | Résultat |
| 2002 | Jean-Guy Desrochers |         | Voir     |
| 2005 | Aline Guillotte     |         | Voir     |
| 2009 | Aline Guillotte     | Voir    |          |
| 2013 | Aline Guillotte     | Voir    |          |
| 2017 | François Pleau      |         | Voir     |
| 2021 | François Pleau      | Voir    |          |
| Élection partielle en italique Depuis 2005, les élections sont simultanées dans toutes les municipalités québécoises. |                     |         |          |

|             | 2005-2009                                                                                   | 2009-2013 | 2013-2017                                                                                               |
| Maire       | Aline Guillotte                                                                             | Aline Guillotte                                                                                              | Aline Guillotte                                                                                         |
| Conseillers | François Béliveau Marcel Delattre Claude Gravel Eddy Lawlor Sylvain Roy Peter T. Stephenson | François Béliveau Marcel Delattre Hélène Dupras** Claude Gravel Eddy Lawlor Sylvain Roy* Peter T. Stephenson | François Béliveau* Jinny Brunelle Claude Gravel Eddy Lawlor François Pleau** Alain Sauvé Gilbert Séguin |

* Élu en début de terme mais n'ayant pas terminé le terme. **Élu à une élection partielle.
La municipalité est rattachée à la MRC de Vaudreuil-Soulanges. Elle est l'une des municipalités rurales situées à l'ouest et qui ne sont pas incluses dans le territoire de juridiction de la Communauté métropolitaine de Montréal. La population de Sainte-Marthe est représentée à l'Assemblée Nationale du Québec par le député de la circonscription de Soulanges. . À la Chambre des communes du Canada, le député représentant la population de Sainte-Marthe est celui de la circonscription de Salaberry—Suroît. Avant les élections fédérales canadiennes de 2015, le territoire de Sainte-Marthe était compris dans la circonscription de Vaudreuil-Soulanges.

## Urbanisme
Le périmètre d'urbanisation couvre 14 ha et est presque totalement occupé. Le noyau villageois abrite une école primaire publique et un bureau de poste. Les aires à l'extérieur du périmètre d'urbanisation sont situées en zone agricole permanente, ce qui représente 99,9 % du territoire de la municipalité. L'affectation agricole permet l'établissement de fermes équestres. Il y a 430 logements dans la municipalité.
La route 201 est une route régionale sous juridiction du ministère des Transports du Québec d'orientation nord sud qui relie Rigaud à Franklin en passant par l'est du territoire agricole de Sainte-Marthe. Plusieurs rangs d'orientation est-ouest desservent les habitations et établissements de Sainte-Marthe entre la route 201 et la route 325, soit le chemin Saint-Guillaume, qui traverse le village, le chemin Saint-Henri, dans le flanc sud du mont Rigaud, le chemin Sainte-Marie et le chemin Sainte-Julie dans l'aire agricole au sud. Du village, il est possible de se rendre aux chemins Saint-Henri et Sainte-Marie par les montées homonymes. La ligne de chemin de fer du Canadien Pacifique effleure à peine la pointe sud du territoire de la municipalité. Une ligne de transport d'énergie électrique de 735 kV traverse le territoire d'est en ouest.

## Économie
L'économie de Sainte-Marthe est agricole. Elle compte 62 fermes en 1999. Le maïs est la principale culture et l'élevage est orienté pour moitié vers les vaches laitières. Elle compte plusieurs exploitations d'érablières comme la Sucrerie de Bellefeuille et l'Érablière des Roy. Le sirop d'érable de cette érablière entre dans la composition du savon de Vaudreuil-Soulanges confectionné à Saint-Lazare. L'exploitation Cajoline fait l'élevage d'alpagas.
|                                    | Nombre de fermes ou de travailleurs | Superficie (ha) ou nombre de têtes |
| Terres en culture                  |                                     | 6 065 ha                           |
| Pâturages                          |                                     | 146 ha                             |
| Boisés et milieux humides          |                                     | 848 ha                             |
| Autres                             |                                     | 132 ha                             |
| Total des terres                   |                                     | 7 190 ha                           |
| Soja                               | 11                                  | 2 463 ha                           |
| Maïs                               | 11                                  | 2 102 ha                           |
| Légumes                            | 4                                   | 422 ha                             |
| Fruits                             | 2                                   | 16 ha                              |
| Produits de l'érable               | 11                                  | 106 579 entailles                  |
| Vaches laitières                   | 3                                   | 151 têtes                          |
| Bovins de boucherie                | 3                                   | 298 têtes                          |
| Chevaux                            | 3                                   | 53 têtes                           |
| Poulets                            | 3                                   | 75 000 têtes                       |
| Toutes fermes (recettes annuelles) | 62                                  | 13 766 200 $                       |
| Travailleurs (semaines payées)     | 75                                  | 1 212 semaines                     |

Outre les sucreries, le secteur nord de Sainte-Marthe, boisé et situé sur le flanc sud de la montagne de Rigaud le long du chemin Saint-Henri, compte différents établissements d'hébergement, par exemple, l'Auberge des Gallant, hôtellerie champêtre, est réputée pour sa cuisine, mettant souvent en valeur les produits de l'érable, ou encore la Villa Oracle. Le camping pour hommes seulement Plein Bois, dans le même secteur géographique, compte 414 emplacements.

## Société
Les jeunes peuvent utiliser les installations de loisir du parc municipal Yvon-Lauzon, situé dans le village. La sécurité publique est assurée par le poste de la Sûreté du Québec de Saint-Clet.

### Personnalités
- Alphide Sabourin (1886-1957), député de Vaudreuil;
- Joseph-Édouard Jeannotte (1890-1957), député de Vaudreuil-Soulanges;
- Luce Dupuis (1940-), sculptrice et députée de Verchères.

## Éducation
Le centre de services scolaire des Trois-Lacs administre les écoles francophones. Les jeunes du primaire fréquentent l'école Sainte-Marthe-Cuillierrier (pavillon Sainte-Marthe) située dans le noyau villageois tandis que les jeunes du secondaire fréquentent les écoles secondaires Soulanges et de la Cité-des-Jeunes, situées respectivement à Saint-Polycarpe et Vaudreuil-Dorion.
La commission scolaire Lester-B.-Pearson administre les écoles anglophones de la région. Les jeunes du primaire sont amenés à fréquenter l'école élémentaire Soulanges à Saint-Télesphore ainsi que les écoles élémentaires Evergreen et Forest Hill (pavillons junior et senior), tandis que les élèves du secondaire fréquentent l'école secondaire Westwood (pavillons junior et senior), ces dernières étant toutes situées à Saint-Lazare.